# شركة لجام للرياضة

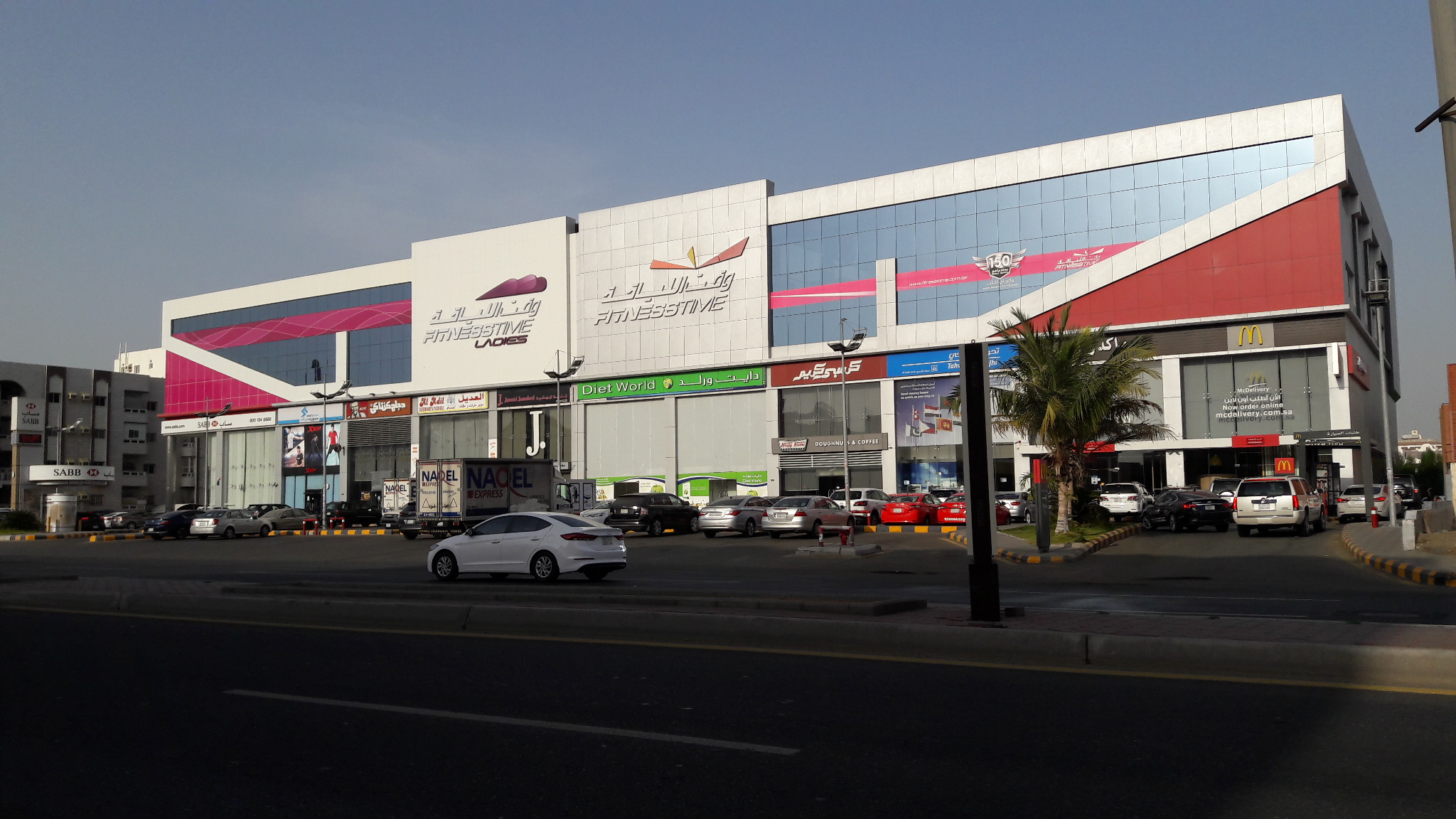
وقت اللياقة ليديز، مركز رياضي مخصص للنساء.

شركة لجام للرياضة هي شركة مساهمة سعودية تأسست في 6 مايو 2008م بمدينة جدة برأس مال 10 ملايين ريال سعودي، وفي 24 ديسمبر 2008م استحوذت على علامة وقت اللياقة التجارية، وانتقل مقر الشركة لمدينة الرياض في 6 مايو 2012م. يبلغ رأس مالها الحالي 523 مليون ريال سعودي. في 6 يونيو 2018م وافقت هيئة السوق المالية السعودية على طرح 15.72 مليون من سهم من أسهم الشركة، والتي تمثل 30% من رأسمالها، خُصص 90% منها للمؤسسات المكتتبة و10 % للأفراد.
حسب إحصائيات نهاية عام 2018م، تمتلك الشركة 122 مركزًا رياضيًا منها 118 متوزعة في 23 مدينة سعودية، و4 مراكز في الإمارات.